# Aleksandrówka (powiat kozienicki)
Aleksandrówka – wieś sołecka w Polsce położona w województwie mazowieckim, w powiecie kozienickim, w gminie Kozienice, przy drodze krajowej nr 79.
| SIMC    | Nazwa      | Rodzaj    |
| ------- | ---------- | --------- |
| 0627319 | Budy       | część wsi |
| 0627325 | Katarzynów | część wsi |

W latach 1975–1998 miejscowość należała administracyjnie do województwa radomskiego. Od 1 stycznia 2003 roku częściami wsi Aleksandrówka stały się ówczesne wsie Budy i Katarzynów.
We wsi znajduje się stacja meteorologiczna.
Wierni kościoła rzymskokatolickiego należą do parafii Świętego Krzyża w Kozienicach.